# Palazzo Soranzo Cappello

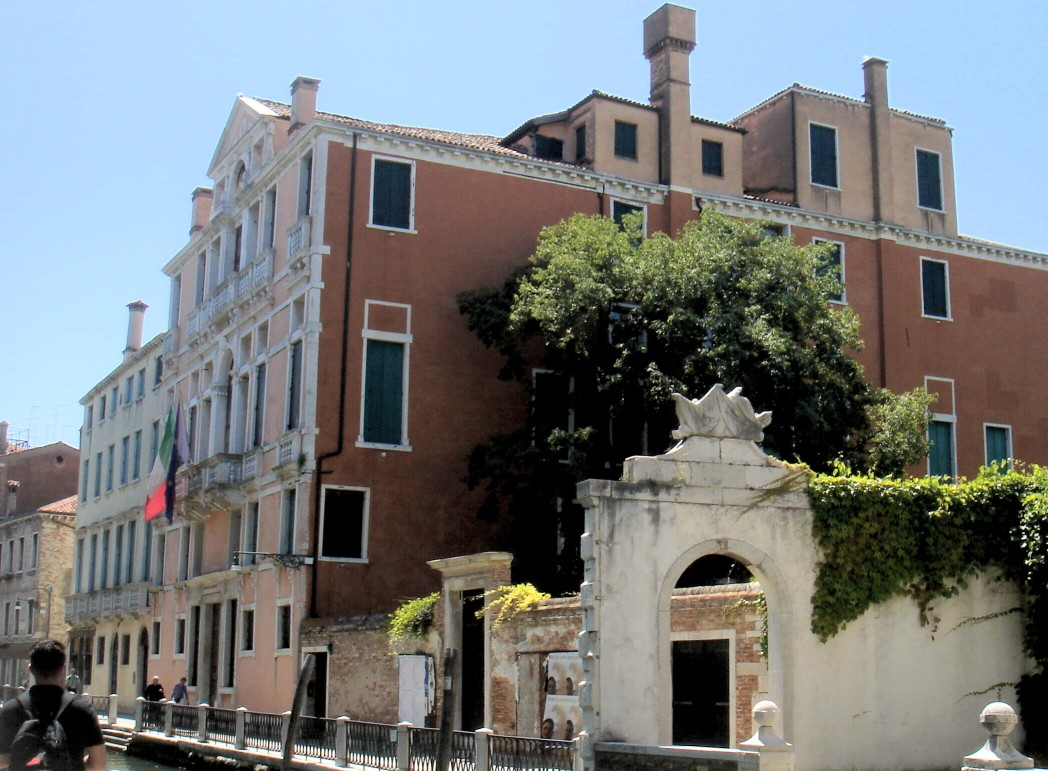
Palazzo Soranzo Cappello

Palazzo Soranzo Cappello ist ein Palast in Venedig in der italienischen Region Venetien. Er liegt im Sestiere Sante Croce mit Blick auf den Rio Marin neben dem Palazzo Gradenigo a San Simeone Profeta. Dort ist der Sitz der Soprintendenza, dem Landesamt für Denkmalschutz für die Provinzen Belluno, Padua und Treviso.

## Geschichte
Der Palast wurde Ende des 16. Jahrhunderts für die mächtige Familie Soranzo nach der Art und Weise von Michele Sanmicheli errichtet.
Nacheinander fiel der Palazzo Soranzo Cappello dann an verschiedene andere Familien, von denen die Familie Cappello namentlich bekannt ist. Eine Zeitlang diente er auch als Kaserne.
Nach einigen Jahrzehnten des Verfalls im 20. Jahrhundert wurde der Palast restauriert und ist heute der Sitz der Soprintendenza per i beni architectonici e il paesaggio.

## Beschreibung
Die Fassade auf den Rio Marin hinaus hat drei Vollgeschosse und ein Mezzaningeschoss. Die beiden Hauptgeschosse zeigen jeweils in der Mitte ein elegantes venezianisches Fenster mit Rahmen aus weißem Stein und Balustern. Die verschiedenen Stockwerke sind durch Gesimse getrennt und zeichnen sich durch ihre rosa Färbung aus. In der Mitte gibt es eine große Dachgaube mit Tympanon.
Zwei kleine Kamine ersetzten die ursprünglichen, hohen Fialen.
Innen findet man bemerkenswerte Bildwerke und Dekorationen. Erwähnenswert ist auch der Garten, der in einigen Schriften des Dichters Gabriele D’Annunzio und des Schriftstellers Henry James erwähnt wurde. Der Palazzo Soranzo Cappello scheint der zu sein, in dem der Roman Die Aspern-Schriften (1888) spielte.